# Dicranomyia youngoloy
Dicranomyia youngoloy là một loài ruồi trong họ Limoniidae. Chúng phân bố ở miền Australasia.